# Cyathea recurvata
Cyathea recurvata är en ormbunkeart som först beskrevs av Guido Georg Wilhelm Brause, och fick sitt nu gällande namn av Karel Domin. Cyathea recurvata ingår i släktet Cyathea och familjen Cyatheaceae. Inga underarter finns listade.